# ميتشيل كوهن
ميتشيل كوهن (بالإنجليزية: Mitchell Cohen)‏ هو فيلسوف أمريكي، ولد في 1952.